# Microsaccus sumatranus
Microsaccus sumatranus är en orkidéart som beskrevs av Johannes Jacobus Smith. Microsaccus sumatranus ingår i släktet Microsaccus och familjen orkidéer. Inga underarter finns listade i Catalogue of Life.